# 蒙采恩海姆
蒙采恩海姆是德国莱茵兰-普法尔茨州的一个市镇。总面积3.95平方公里，总人口617人，其中男性320人，女性297人（2011年12月31日），人口密度156人/平方公里。